# Manuela-Anna Sumah-Vospernik
Manuela-Anna Sumah-Vospernik (* 23. März 1974 in Klagenfurt) ist eine österreichische Rechtsanwältin und Politikerin der NEOS. Vom 10. Juni 2024 bis zum 9. Juni 2025 war sie Mitglied des Bundesrates.

## Leben
Manuela-Anna Sumah-Vospernik ist verheiratet und hat drei Kinder.

### Ausbildung und Beruf
Sie besuchte von 1992 bis 1994 die Salzburger Tourismusschulen und wurde Tourismuskauffrau. Von 1995 bis 2002 studierte sie Rechtswissenschaften an der Universität Graz, legte 2006 die Rechtsanwaltsprüfung ab und promovierte 2014 ebendort zum Doktor der Rechte.
Im Jahr 2000 machte sie ein Praktikum bei den Vereinten Nationen in New York, 2001 arbeitete sie als Vertragsbedienstete beim Europäischen Parlament. Von 2003 bis 2010 war sie Rechtsanwaltsanwärterin und Masseverwalterin bei verschiedenen Firmen. Seit 2012 führt sie eine eigene Rechtsanwaltskanzlei mit den Schwerpunkten Ehe- und Familienrecht, Miet- und Wohnrecht, Strafrecht und Zivilrecht.

### Politik
Manuela-Anna Sumah-Vospernik ist seit 2021 Bezirksrätin im 18. Wiener Gemeindebezirk (Währing) und seit 2024 Mitglied des Erweiterten Landesteams von NEOS Wien.